# Abandoned Man
Abandoned Man (originaltitel: Metruk Adam) är en turkisk dramafilm som har premiär på strömningstjänsten Netflix den 22 augusti 2025. Filmen är regisserad av Çagri Vila Lostuvali efter ett manus skrivet av Deniz Madanoglu och Murat Uyurkulak.

## Handling
En man som suttit i fängelse för ett brott som hans bror begått återförenas med sin familj och hittar nytt hopp tack vare den starka relationen till sin brorsdotter.

## Rollista (i urval)
- Mert Ramazan Demir
- Ada Erma
- Rahimcan Kapkap